# Medaile Za statečnost (Rakousko)
Medaile za statečnost, uváděna také Tapferkeitsmedaille, byla vojenská medaile, která byla založena v roce 1789 a udělovala se za statečnost v boji.
Třídy vyznamenání:
- Velká zlatá medaile za statečnost
- Velká stříbrná medaile za statečnost I. třídy
- Stříbrná medaile za statečnost II. třídy
- Bronzová medaile za statečnost

Medaile zobrazuje portrét vládnoucího monarchy a na reversu dekorace je mimo jiné i nápis:
- DER TAPFERKEIT – za panování Františka Josefa I.
- FORTITVDINI – za panování Karla I.

Koncem roku 1915 bylo zavedeno tzv. Wiederholungsspangen (pásek) za opakované udělování příslušného ocenění. Pásky byly umístěny na trojúhelníkové stuze – jeden pásek za dvojité udělení medaile za statečnost, dva pásky za třínásobné udělení medaile a tři pásky za čtyřnásobné udělení medaile.
Od září 1917 byla velká zlatá a velká stříbrná medaile za statečnost udělována také důstojníkům. Takto udělená dekorace byla opatřena na trojúhelníkové stuze písmenem "K" (ve zlatě nebo stříbře).
Offiziersstellvertreter Julius Arigi byl s 32 sestřely druhým nejúspěšnějším pilotem Rakousko-Uherska.
A se 4 zlatými, 4 velkými stříbrnými, 4 malými stříbrnými a 3 bronzovými Medailemi za statečnost byl též nejvyznamenanější poddůstojník a pilot Rakousko-Uherska v 1. světové válce.

## Galerie – dekorace

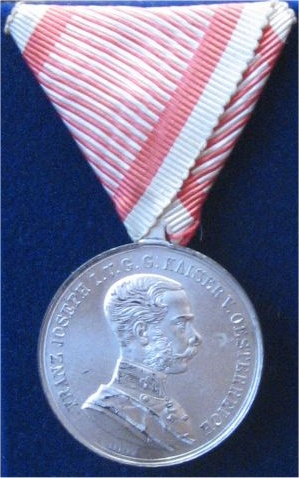
Velká stříbrná medaile za statečnost I. třída - avers
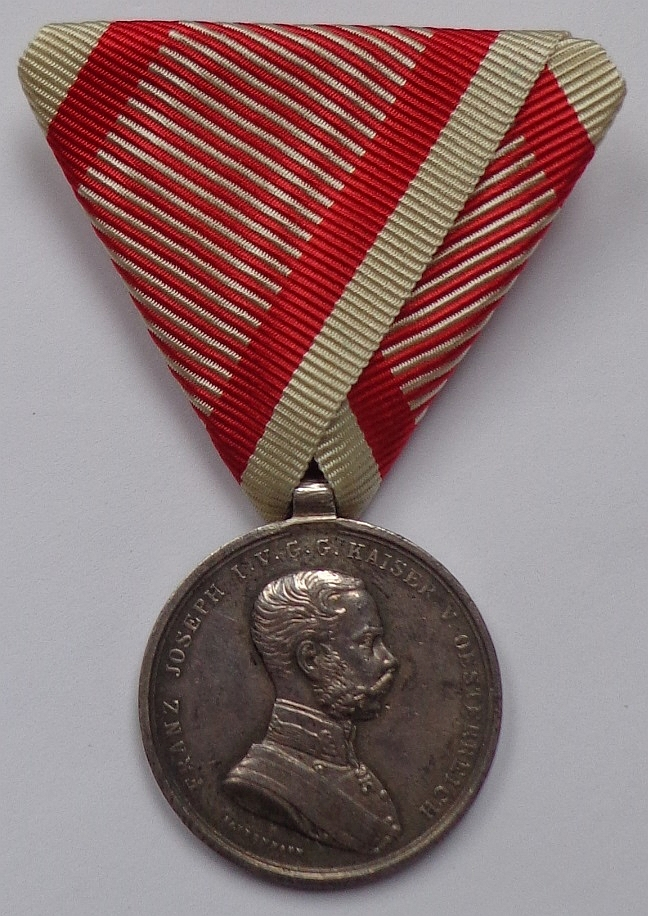
Stříbrná medaile za statečnost II. třída - avers
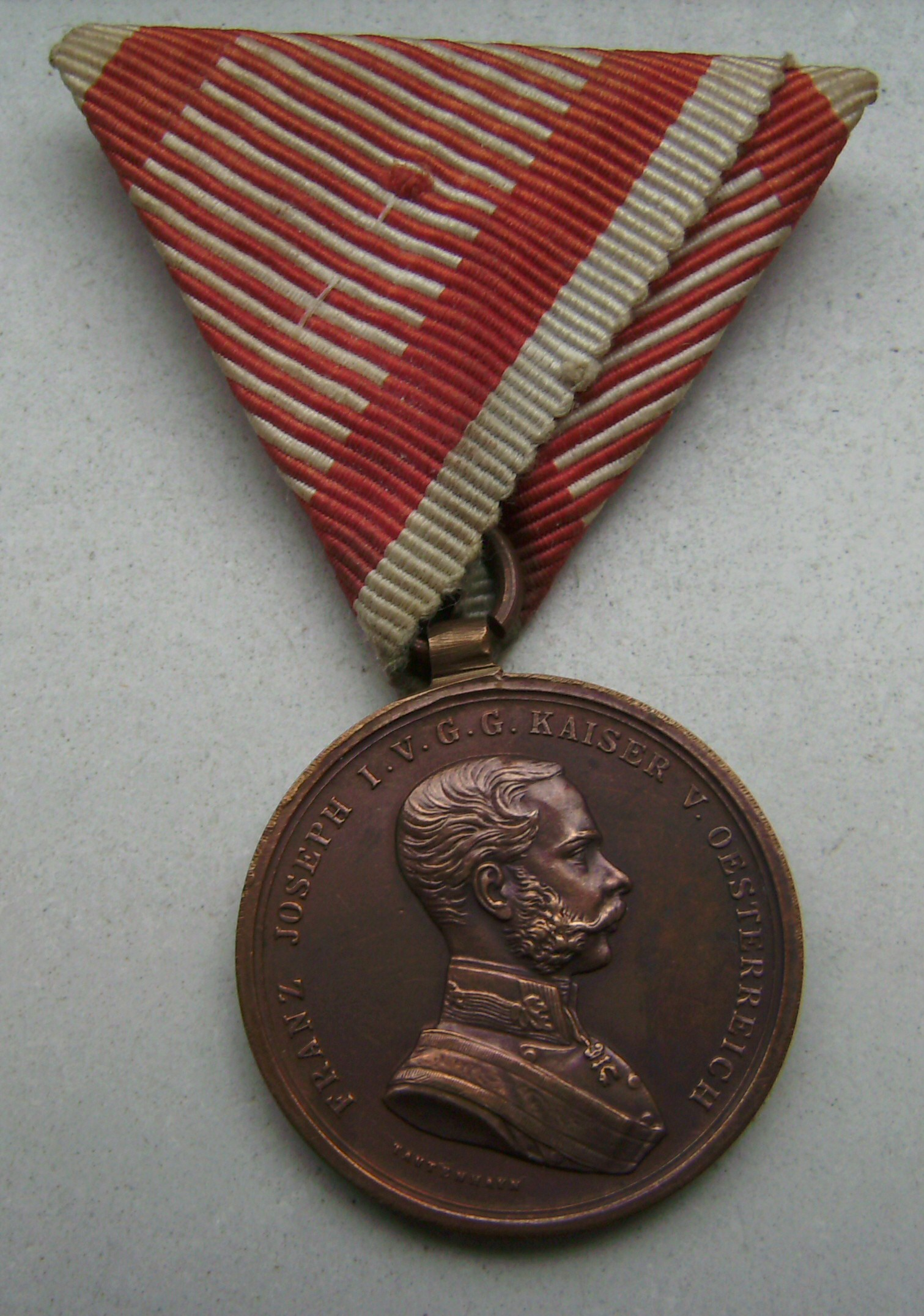
Bronzová medaile za statečnost - avers
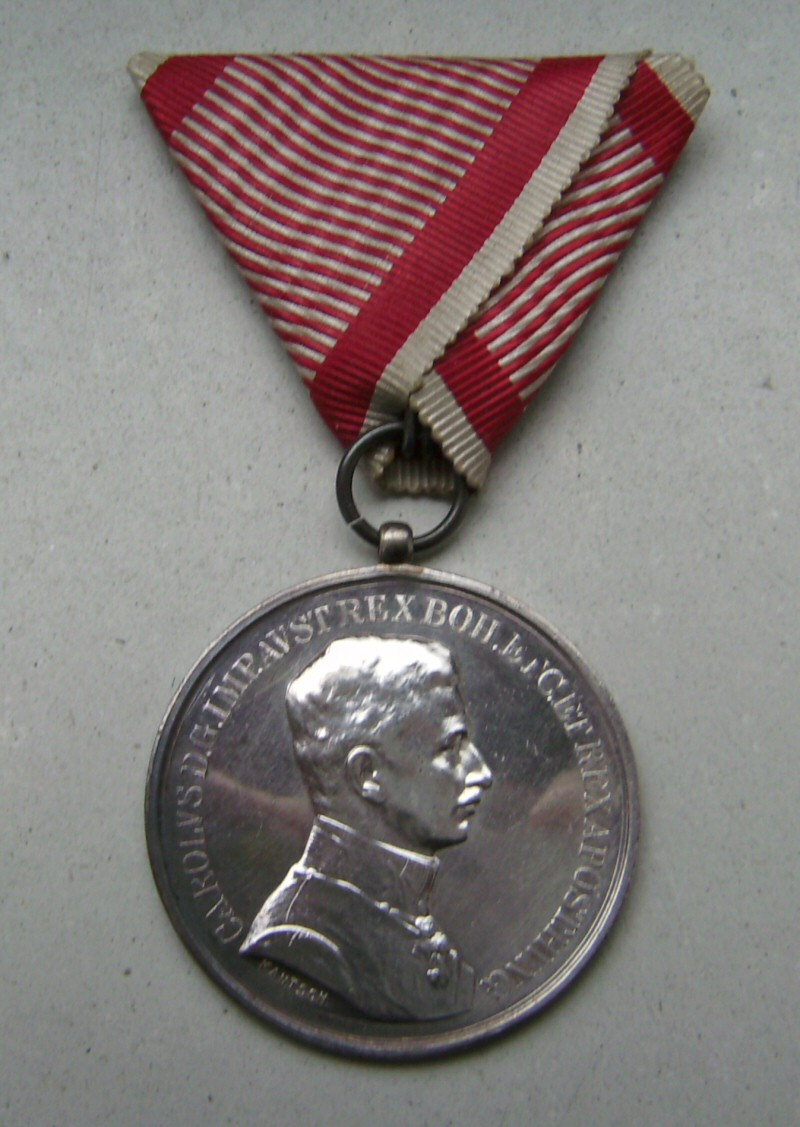
Velká stříbrná medaile za statečnost I. třída 1917- avers
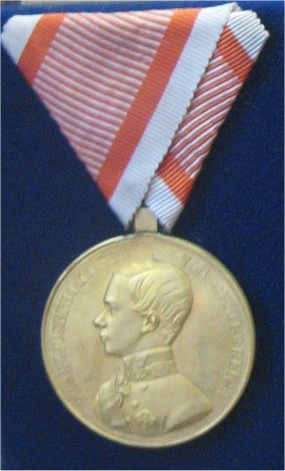
Velká zlatá medaile za statečnost, vydání 1848-1859 - avers
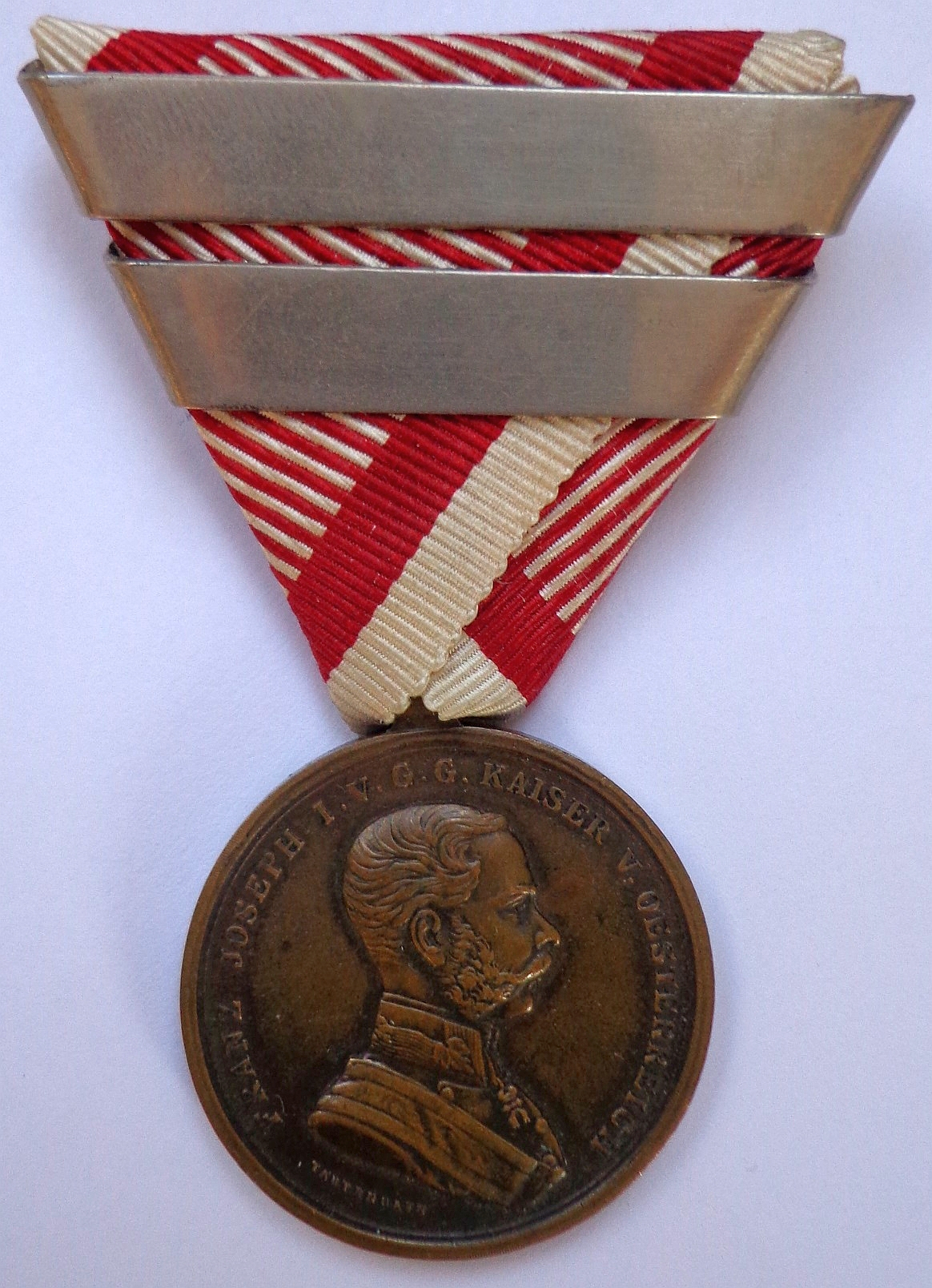
Bronzová medaile za statečnost, trojnásobné udělení - avers

## Galerie – stuhy
- udělena dvakrát - udělena třikrát - oceněna "Meči" - oceněnou "Meči" 2x - pro důstojníky, stříbrná verze